# Arnolino
Arnolino (nelle fonti anche Attolino; Normandia, intorno al 1020 – Lavello, intorno al 1059) è stato un cavaliere medievale normanno che giunse nel territorio del Vulture-Melfese attorno al 1035, al seguito degli Altavilla.

## Biografia
Arnolino faceva parte del gruppo di condottieri che, al principio del 1043, partecipa al parlamento generale dei baroni Longobardi e Normanni indetto a Melfi da Guaimario V, principe Longobardo di Salerno, da Rainulfo Drengot, Conte di Aversa, e da Guglielmo I d'Altavilla. Tutti offrono un omaggio come vassalli a Guaimario, che riconosce a Guglielmo I d'Altavilla il primo titolo di Conte di Puglia.
Nasce, così, il nuovo Stato normanno denominato Contea di Puglia, un territorio non omogeneo, acquisito dal clan Altavilla a "macchia di leopardo". L'intera area viene suddivisa in dodici baronie, costituite a beneficio dei capi normanni e assegnate nei territori di Capitanata, Apulia e Irpinia, fino al Vulture-Melfese; in effetti Melfi, città che rimane al di fuori dalla spartizione, diviene sede della contea. Il centro di Melfi è diviso in dodici quartieri, in ognuno dei quali ciascun conte possiede un palazzo e controlla un settore dell'abitato. Il sovrano attribuisce i feudi secondo il rango e il merito e ognuno dei condottieri si dedicherà alla conquista di quanto concessogli.
Secondo le cronache di Amato di Montecassino e di Leone Marsicano, Arnolino diventò signore di Lavello.
Sotto il conte Arnolino, (i Normanni) ampliarono e ripararono la cattedrale e la dotarono di una cinta muraria, perché da quel periodo in poi viene indicata con il termine di castrum Labelli; inoltre, i Normanni tendono a far coincidere la riorganizzazione religiosa con la giurisdizione amministrativa: Lavello, infatti, è sede vescovile e dipende dall'arcivescovo di Canosa.